# Rotohrara
Der Rotohrara (Ara rubrogenys) ist eine Papageienart aus der Gattung der Eigentlichen Aras (Ara) in der Familie der Eigentlichen Papageien (Psittacidae).

## Merkmale
Der Rotohrara erreicht eine Körperlänge von 60 cm und ein Gewicht von etwa 500 g. Die Färbung ist überwiegend olivgrün, der Bürzel ist oliv. Stirn, Oberkopf, Ohrdecken und Schulterfleck sind orange-rot, ebenso die Unterflügeldecken, die Flanken und das Gefieder an den Beinen. Die Schwingen sind größtenteils blau. Die Schwanzfedern sind oliv gefärbt und oberseits an den Spitzen blau, unterseits an den Spitzen oliv-gelb. Der unbefiederte Teil des Gesichts ist, verglichen mit anderen Arten, recht klein und rosaweiß gefärbt, die Iris ist orange. Schnabel und Beine sind grauschwarz.
Bei den Jungvögeln ist der Rotanteil an Kopf, Ohrdecken und Flügel geringer. Ihre Färbung ist matter mit weniger Blau an den inneren Steuerfedern.

## Verbreitung und Lebensraum

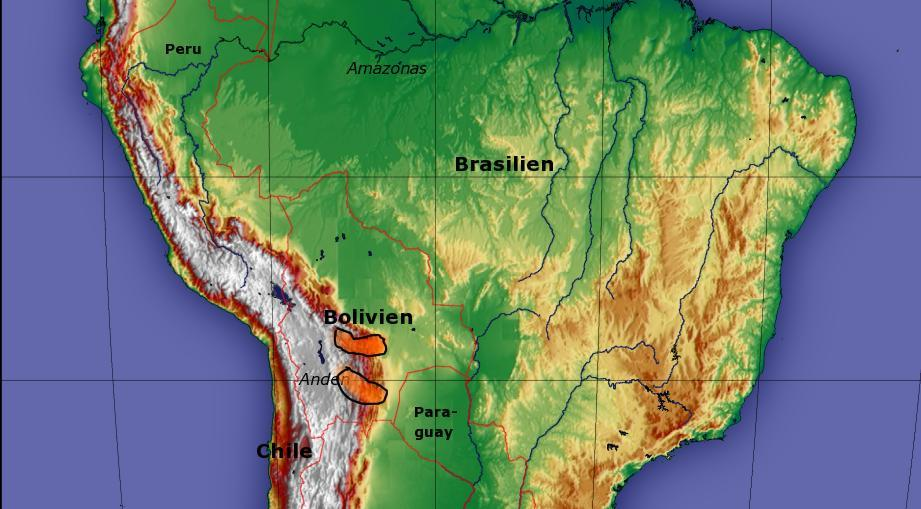
Verbreitungsgebiet des Rotohrara

Der Rotohrara kommt endemisch in einem sehr kleinen Verbreitungsgebiet am Ostabhang der Anden im südlichen Zentral-Bolivien vor. Die Lebensräume des Rotohraras befinden sich zwischen 1100 und 2500 m, lokal bis 3000 m in den interandinen Trockentälern von Bolivien. In diesem Gebiet herrscht ein Klima der Steppe und Halbwüste mit Dornengebüsch, Kakteen und vereinzeltem Baumbestand.

## Lebensweise
Die Nahrung besteht aus Früchten und Samen. Rotohraras fressen auch Kulturpflanzen, insbesondere Erdnüsse und unreifen Mais, in Bolivien gilt er deshalb lokal als Schädling. Die Schlaf- und Nistplätze befinden sich an ungestörten Flusssteilküsten. Eiablagen wurden von November und in Ausnahmefällen bis in den April berichtet. Es werden ein oder zwei, gelegentlich auch drei Junge aufgezogen. Die Eltern- und die Jungtiere verbleiben von Ende März bis Anfang April an den Brutplätzen.

## Gefährdung und Schutz
Der Bestand an Rotohraras ist sehr klein und nimmt weiter ab. Die International Union for Conservation of Nature and Natural Resources (IUCN) stuft die Art seit 2018 als „vom Aussterben bedroht“ (critically endangered, CR) ein. Sie ist im Washingtoner Artenschutzübereinkommen (CITES) im Anhang I und in der EG-Verordnung 709/2010 [EG] im Anhang A gelistet und streng geschützt nach Bundesnaturschutzgesetz [BG] (Status::s).

## Etymologie und Forschungsgeschichte
Frédéric de Lafresnaye beschrieb den Rotohrara unter dem Namen Ara rubro-genys. Das Typusexemplar hatte er aus dem Muséum national d’histoire naturelle und es stammte aus Bolivien, dem Ort an dem Alcide Dessalines d’Orbigny es gesammelt hatte. Das Wort »Ara« stammt von einer Onomatopoesie aus der Tupi-Sprache für die Laute der Neuweltpapageien ab. Bernard Germain Lacépède führte den Gattungsnamen im Jahr 1799 ein. Das Artepitheton »rubrogenys« ist ein lateinisches Wortgebilde aus »ruber« für »rot« und »gena« bzw. griechisch »genys, genyos γενυς, γενυος« für »Wange, Backe«.